# John Karlen
John Karlen, született John Adam Karlewicz (New York-Brooklyn, 1933. május 28. – Burbank, Kalifornia, 2020. január 22.) Primetime Emmy-díjas amerikai színész.

## Filmjei
Mozifilmek
- House of Dark Shadows (1970)
- Vörös ajkak (Les lèvres rouges) (1971)
- Night of Dark Shadows (1971)
- A Small Town in Texas  (1976)
- Killer's Delight (1978)
- Filléreső (Pennies from Heaven) (1981)
- Racing with the Moon (1984)
- Impulse (1984)
- Gimme an 'F' (1984)
- Native Son (1986)
- Daddy (1986)
- Sötét szél (The Dark Wind) (1991)
- Szörfös nindzsák (Surf Ninjas) (1993)

Tv-filmek
- Night of Terror (1972)
- The Invasion of Carol Enders (1974)
- Melvin Purvis G-MAN (194)
- Terror-trilógia (Trilogy of Terror) (1975)
- The Kansas City Massacre (1975)
- The Last Ride of the Dalton Gang (1979)
- The Long Days of Summer (1980)
- Amerika csalogánya (Rosie: The Rosemary Clooney Story) (1982)
- Forrongó világ (The Winds of War) (1983)
- Túszjárat (Hostage Flight) (1985)
- The Return of Mickey Spillane's Mike Hammer (1986)
- Nehéz ügy (Baby Cakes) (1989)
- Perry Mason: Az üvegkoporsó esete (Perry Mason: The Case of the Glass Coffin) (1991)
- Egy gyermek ára (In a Child's Name) (1991)
- Figyelmeztetés nélkül: Rémület a toronyházakban (Without Warning: Terror in the Towers) (1993)
- MacShayne: Egy, aki mindent visz (MacShayne: Winner Takes All) (1994)
- Cagney és Lacey: A visszatérés (Cagney & Lacey: The Return) (1994)
- Cagney és Lacey: Újra együtt (Cagney & Lacey: Together Again) (1995)
- Cagney & Lacey: The View Through the Glass Ceiling (1995)
- Cagney és Lacey: Zsaruszimat (Cagney & Lacey: True Convictions) (1996)

Tv-sorozatok
- The Doctors (1963, öt epizódban)
- Dark Shadows (1967–1971, 179 epizódban)
- A bűvész (The Magician) (1973, egy epizódban)
- Kojak (1973, 1978, két epizódban)
- Mannix (1975, egy epizódban)
- San Francisco utcáin (The Streets of San Francisco) (1975–1976, két epizódban)
- Charlie angyalai (Charlie's Angels) (1977, egy epizódban)
- Starsky és Hutch (Starsky & Hutch) (1979, egy epizódban)
- Külvárosi körzet (Hill Street Blues) (1982, két epizódban)
- Cagney és Lacey (Cagney & Lacey) (1982–1988, 124 epizódban)
- Gyilkos sorok (Murder, She Wrote) (1989–1995, négy epizódban)
- Megőrülök érted (Mad About You) (1994–1995, három epizódban)